# Cono Nabuyatom
El Cono de Nabuyatom es un cono volcánico en Kenia. Se encuentra en la provincia de Marsabit, en la parte central del país, a 400 km al norte de la capital, Nairobi. El pico del Cono de Nabuyatom está a 564 metros sobre el nivel del mar, o 185 metros sobre el terreno circundante. El ancho en la base es de 1.9 km.
El terreno alrededor de Nabuyatom es plano al noroeste, pero al sureste es montañoso. El punto más alto cercano está a 1,697 metros sobre el nivel del mar, a 18.7 km al sureste. Alrededor del cráter Nabuyatom está escasamente poblado, con 17 habitantes por kilómetro cuadrado. No hay comunidades cercanas. El área alrededor de Nabuyatom se compone principalmente de pastizales.
Un clima cálido de estepa prevalece en la zona. La temperatura media anual en el barrio es de 33 °C. El mes más cálido es marzo, cuando la temperatura promedio es de 36 °C, y el más frío es julio, con 31 °C. La precipitación media anual es de 506 milímetros. El mes más húmedo es abril, con 136 mm de precipitación en promedio, y el más seco es junio, con 9 mm de lluvia.
- Datos: Q27192887